# L'abolició del treball
L'abolició del treball és un assaig escrit per l'anarquista Bob Black el 1985. L'assaig forma part del primer llibre de Black, una antologia d'assaigs titulada The Abolition of Work and Other Essays [L'abolició del treball i altres assaigs]. Es tracta d'una exposició de l'«anarquisme tipus 3» de Black -una barreja de teoria post-situacionista i anarquisme individualista- centrada en l'ètica del treball.

## Contingut
En l'assaig, Black defensa l'abolició de la societat basada en la producció i el consum, en la qual, sosté, tota la vida està dedicada a la producció i al consum dels productes bàsics. Atacant tant el socialisme d'estat com el capitalisme liberal, Black sosté que l'única manera que els éssers humans siguin lliures és reciclant el seu temps de treball i d'ocupació i convertint les tasques necessàries de subsistència en un joc realitzat de manera voluntària -un enfocament denominat «lúdic». L'assaig sosté que «ningú no hauria de treballar mai», perquè el treball -definit com a activitat productiva obligatòria imposada per mitjans econòmics o polítics- és la font de gairebé tota la misèria del món. Black denuncia el treball pel seu caràcter obligatori i per les formes que adopta -com la subordinació a un cap, com a ocupació potencialment agradable que esdevé una feina sense sentit, per la degradació imposada pels sistemes de treball i disciplina i pel gran nombre de morts i lesions relacionades amb el treball, que Black defineix com a «homicidi»-.
Black veu la subordinació promulgada en els llocs de treball com una «burla de la llibertat» i denuncia com a hipòcrites els teòrics que defensen la llibertat alhora que defensen el treball. La subordinació al treball, argumenta Black, fa la gent estúpida i crea la por a la llibertat. A causa del treball, les persones s'acostumen al rigor i a la rutina i no tenen temps per a l'amistat o per a les activitats agradables. Molts treballadors, sosté, estan insatisfets amb el treball (com demostra l'absentisme, la malversació de fons i el sabotatge), per la qual cosa les seves afirmacions haurien de ser indiscutibles. Tanmateix, resulten controvertides perquè les persones estan massa acostumades al sistema de treball per veure-hi els defectes.
El joc, en canvi, no està necessàriament regit per normes i, el que és més important, es porta a terme voluntàriament, amb plena llibertat, per la satisfacció de participar en l'activitat mateixa. Però, ja que l'activitat intrínsecament satisfactòria no és necessàriament improductiva, «el joc productiu» és possible i, si es generalitza, podria donar lloc a una economia del regal. Black assenyala que les societats caçadores recol·lectores es caracteritzen pel joc (en el sentit de «joc productiu»), opinió que sosté basant-se en el treball de l'antropòloga Marshall Sahlins i el seu assaig The Original Affluent Society [La societat opulenta original], reimprès en el seu llibre Stone Age Economics [Economia de l'edat de pedra] (1971). Black ha reiterat aquesta interpretació dels registres etnogràfics, aquesta vegada amb citacions i referències, a Primitive Affluence [Opulència primitiva], reimprès en el seu llibre Friendly Fire (Autonomedia, 1994), i en Nightmares of Reason [Els malsons de la raó].
Black respon a les crítiques que encara que el treball, o simplement l'esforç o l'energia, és necessari per a obtenir els productes bàsics, aquest és alhora desagradable, i sosté que molt del treball que es fa actualment és innecessari, ja que només serveix a objectius de control social i explotació econòmica.

## Traducció al català
- Bob Black, L'abolició del treball, Descontrol, Barcelona, 2018. Traducció de Diego Corredor Pérez i Pau Francesch Sabaté. ISBN 978-84-17190-26-2